# Marcel Eliasch
Marcel Eliasch (* 1997 in Paderborn) ist ein deutscher Kirchenmusiker und designierter Domorganist des Trierer Doms.

## Leben und Wirken

### Ausbildung
Eliasch begann als Neunjähriger mit dem Orgelspiel. Mit 12 Jahren erhielt er mit einem Stipendium des Paderborner Erzbistums Unterricht bei Daniel Beckmann. Er studierte Kirchenmusik an der Hochschule für Musik Detmold und schloss mit dem Master ab. Er ergänzte seine Studien mit dem Konzertexamen im Fach Orgelimprovisation, welches er mit dem Prädikat „mit Auszeichnung bestanden“ absolvierte.

### Berufstätigkeit
Eliasch wirkt als Dekanatskirchenmusiker im Dekanat Hochsauerland-Ost. Zudem ist er Assistent des Domorganisten am Paderborner Dom. Im März 2025 wurde er als Nachfolger für Josef Still zum Domorganisten des Trierer Doms berufen.

## Preise und Auszeichnungen
- 2018: 1. Preis im Petr Eben Improvisationswettbewerb[5]
- 2021: 2. Preis beim Internationalen Wettbewerbs für Orgelimprovisation Schwäbisch Gmünd